# کارمند ماه (فیلم ۲۰۰۶)
کارمند ماه (به انگلیسی: Employee of the Month) فیلمی محصول سال ۲۰۰۶ به کارگردانی گرگ کولیج است. در این فیلم بازیگرانی همچون دین کوک، جسیکا سیمپسون، دکس شپارد، اندی دیک، برایان جرج، هارلند ویلیامز، عرفان رامیرز، مارسلو ددفورد، شان والن، تیم بگلی و دنی وودبرن ایفای نقش کرده‌اند.